# Jordanoleiopus maynei
Jordanoleiopus maynei är en skalbaggsart som beskrevs av Pierre Lepesme och Stefan von Breuning 1955. Jordanoleiopus maynei ingår i släktet Jordanoleiopus och familjen långhorningar. Inga underarter finns listade i Catalogue of Life.